# Confessione della donna resuscitata
La Confessione della donna resuscitata, talvolta indicata come Confessione della donna di Montemarano, è la ventisettesima delle ventotto scene del ciclo di affreschi delle Storie di san Francesco della Basilica superiore di Assisi, attribuiti a Giotto. Fu dipinta verosimilmente tra il 1295 e il 1299 e misura 230x270 cm.

## Descrizione e stile
Questo episodio appartiene alla serie della Legenda maior (Mir. II,1) di San Francesco e tratta di un miracolo postumo. Una donna di Montemarano (attualmente in provincia di Avellino) morta senza poter essere confessata, viene fatta resuscitare da Francesco intercedendo presso Cristo. Tra lo stupore dei familiari la donna si risveglia e confessa i suoi peccati a un religioso, mentre un angelo nella stanza scaccia via un diavolo con ali di pipistrello, simbolo della redenzione della donna. 
L'esecuzione degli ultimi tre affreschi è attribuita a un allievo, forse il cosiddetto Maestro della Santa Cecilia. Le figure sono infatti molto più statiche e dipinte in una maniera che fa risaltare meno il volume e più la linea, le architetture appaiono gracili, con sostegni filiformi.
Notevole è comunque, nell'angolo in alto a sinistra, la figura di Francesco che, voltato e di scorcio, prega verso il Cristo.